# ジュニア発明展
ジュニア発明展（ジュニアはつめいてん）は、茨城県つくば市のつくばエキスポセンターが募集・展示を行う、小中学生を対象とした発明展示会である。主催はつくば科学万博記念財団で、審査委員長は漫画家の松本零士。小学生部門は1000人程度、中学部門は5000人程度の規模を誇る。

## 概要
ジュニア発明展は全国の小中学生だれもが応募できる発明展である。2007年度で9回目を迎えた。まずアイデアだけで選抜が行われた後、選ばれた子どもはそのアイディアを実際に形にするものづくり過程を通して様々なことを学ぶ。毎年愛知県刈谷市からの応募が際立って多い。

## 応募と審査方法

### 応募資格
全国の小中学生が対象。グループによる応募も可能である。

### 一次審査
応募者は所定用紙へアイデアとその説明、その他必要事項を記入し、締切日までに提出する。審査は書類のみで行われる。

### 二次審査
一次審査に通った者は、アイデアを実際に形にして提出する。出品作はすべてつくばエキスポセンターで展示される。松本零士を委員長とする審査委員会が審査を行い、優秀な作品に賞が与えられる。

## 賞
優秀な作品には、以下のような賞が与えられる。（小学生部門・中学生部門共通）
- 最優秀賞：1点
- 優秀賞：2点
- 優良賞：3点
- 佳作：10点程度
- 子供の科学賞：1点
- 発明学会賞：1点
- 学習研究社賞：1点
- 団体奨励賞：1団体
- 審査委員長特別賞：1団体

受賞者には表彰状と楯が与えられる。佳作以外の受賞者は、つくばエキスポセンターで行われる授賞式に招待される。授賞式の前には昼食会も行われ、記念品と松本零士のサイン色紙を受け取る。

## 展示
作品はつくばエキスポセンターに11月から1月頃までの約2ヶ月間展示された後、東京都板橋区立教育科学館に移され、さらに1ヶ月ほど展示される。受賞作品には賞の名前が提示され、作品とともに作成した説明用のボードとともに公開される。

## スポンサー

### 主催
- つくば科学万博記念財団

### 後援
- 発明学会
- 誠文堂新光社『子供の科学』誌
- 全国科学館連携協議会
- 学習研究社
- 茨城県
- 茨城県教育委員会

### 協力
- 日本宇宙少年団
- 科学万博つくば'85 民間出展者の会（つくば会）
- 板橋区教育委員会
- 板橋区立教育科学館